# Midsumma Festival
Midsumma Festival (en español Festival del Solsticio de Verano) es una celebración de las artes y culturas LGBTQIA+ que se realiza anualmente durante 22 días entre enero y febrero en Melbourne, Australia. El festival comenzó como una celebración de una semana del orgullo LGBTQIA+ en 1989. El primer Midsumma tuvo una duración de 10 días. Desde entonces, el festival se ha expandido a un evento de tres semanas (4 fines de semana) que atrae a más de 240,000 personas cada año.
Originalmente celebrado en el Albert Park Reserve, desde 1996 tiene lugar en Alexandra Gardens, un lugar más espacioso para albergar los diferentes eventos, escenarios y exposiciones. Es en ese año que el festival añadió lo que sería la primera marcha del Orgullo en Melbourne, gracias a la iniciativa de Claire Beckwith, primera presidenta lesbiana del festival. La marcha discurrió por las calles de St. Kilda y terminó en el Luna Park.
Aunque el festival principal se lleva a cabo en el verano, Midsumma trabaja durante todo el año para brindar a los artistas, los agentes de cambio social y los creadores de cultura apoyo y herramientas para crear, presentar y promover su trabajo. Midsumma es un festival de acceso abierto.
El programa de artes visuales de Midsumma presenta exhibiciones en Melbourne y sus alrededores de artistas LGBTQIA+ locales, nacionales e internacionales.
Por su parte, el programa de artes escénicas del festival incluye musicales, teatro, cabaret, cine, palabra hablada, eventos musicales y fiestas de baile. Estos eventos de artes escénicas son producidos en gran parte por miembros de la comunidad local.